# Asbestopluma furcata
Asbestopluma furcata — вид губок родини Cladorhizidae.

## Поширення
Вид поширений в Норвезькому морі біля узбережжя Ісландії, Норвегії, Шпіцбергену і Ян-Маєну.